# Eccellenza Campania 2022-2023
Il campionato italiano di calcio di Eccellenza regionale 2022-2023 è la trentaduesima edizione del campionato di Eccellenza. Rappresenta il quinto livello del campionato italiano e il primo a livello regionale.

Questi sono i gironi organizzati dal Comitato Regionale della regione Campania.

## Stagione

### Avvenimenti
Il Campionato Regionale di Eccellenza campana 2022-2023 sarà strutturato sulla base di due gironi da 18 squadre anziché sui tre gironi da 14 squadre della passata stagione. Di queste 31 club mantengono il titolo dalla stagione precedente, a fronte delle tre promozioni in Serie D, dalla stessa è retrocessa una sola formazione campana, il San Giorgio 1926 il cui titolo sportivo sarà acquisito dal Pompei. A compensazione delle otto retrocessioni in Promozione, dalla stessa salgono sei società, Giffoni Sei Casali, G. Carotenuto, Massa Lubrense, SC Ercolanese, Solofra e Villa Literno. Pertanto il totale dei club è sceso a 34 unità, quindi si è reso necessario ripescarne due dalla categoria inferiore per raggiungere quota 36: a effettuare il salto sono, in ordine di graduatoria, Faiano e Real Forio.

### Cambi di denominazione
Di seguito sono riportati i club che hanno effettuato il cambio di denominazione societario:
- da Audax Cervinara Calcio ad Audax Cervinara 1926
- da Calcio Frattese 1928 ad Atletico Calcio
- da FC San Giorgio a Pompei SSDARL[5]
- da F.C. Giugliano 1928 ad A.C. Savoia 1908
- da Grotta 1984 a Città di Solofra[6]
- da Mondragone a Montecalcio Club[7]
- da Scafatese Calcio 1922 a Scafatese 1922 A R.L.

## Girone A

### Squadre partecipanti
Di seguito sono riportati i club e gli stadi in cui disputeranno gli incontri casalinghi:
| Club                              | Città                   | Stadio                                  | Stagione precedente                                                                                                   |
| --------------------------------- | ----------------------- | --------------------------------------- | --- |
| A.S.D. AC Sant'Antonio Abate 1971 | Sant'Antonio Abate (NA) | Stadio Comunale                         | 11º in Eccellenza Campania/B                                                                                          |
| A.S.D. Albanova Calcio            | Casal di Principe (CE)  | Stadio Comunale                         | 7º in Eccellenza Campania/B                                                                                           |
| A.S.D. Atletico Calcio            | Frattamaggiore (NA)     | Stadio Pasquale Ianniello               | 5º in Eccellenza Campania/B                                                                                           |
| A.S.D. F.C. Pompei                | Pompei (NA)             | Stadio Bellucci                         | 3° in Prima Categoria Campania acquista il titolo del retrocesso San Giorgio 1926 18º posto in Serie D/H (retrocesso) |
| A.S.D. AC Savoia 1908             | Torre Annunziata (NA)   | Stadio Comunale Vittorio Papa (Cardito) | 2º in Eccellenza Campania/B                                                                                           |
| S.S.D. Ischia Calcio ARL          | Ischia (NA)             | Stadio Enzo Mazzella                    | 4º in Eccellenza Campania/B                                                                                           |
| A.S.D. Maddalonese 1919           | Maddaloni (CE)          | Stadio Cappuccini                       | 9º in Eccellenza Campania/B                                                                                           |
| Pol. Massa Lubrense               | Massa Lubrense (NA)     | Stadio M. Cerulli                       | 1º in Promozione Campania/D (promosso)                                                                                |
| Montecalcio Club                  | Monte di Procida (NA)   | Stadio Vezzuto Marasco                  | 8º in Eccellenza Campania/B                                                                                           |
| CSDS Napoli United                | Napoli (NA)             | Stadio S. Gennaro dei Poveri            | 3º in Eccellenza Campania/B                                                                                           |
| A.S.D. Pomigliano                 | Pomigliano d'Arco (NA)  | Stadio Ugo Gobbato                      | 8º in Eccellenza Campania/A                                                                                           |
| A.S.D. Real Acerrana 1926         | Acerra (NA)             | Stadio Arcoleo                          | 5º in Eccellenza Campania/A                                                                                           |
| A.S.D. Real Forio 2014            | Forio (NA)              | Stadio S. Calise                        | 10º in Eccellenza Campania/B                                                                                          |
| ASC.D. Saviano 1960               | Saviano (NA)            | Stadio Comunale (Ottaviano)             | 10º in Eccellenza Campania/A                                                                                          |
| A.S.D. Sporting Club Ercolanese   | Ercolano (NA)           | Stadio Caduti di Brema (Barra)          | 1º in Promozione Campania/C (promosso)                                                                                |
| A.S.D UC Givova Capri Anacapri    | Capri (NA)              | Stadio S. Costanzo                      | 2º in Promozione Campania/D (promosso dopo playoff)                                                                   |
| A.S.D. Villa Literno              | Villa Literno (CE)      | Stadio V. Tavoletta                     | 1º in Promozione Campania/A (promosso)                                                                                |
| Virtus Casoria                    | Casoria (NA)            | Stadio Paolo Borsellino                 | 9º in Eccellenza Campania/A                                                                                           |

### Classifica finale
|  | Pos. | Squadra            | Pt | G  | V  | N  | P  | GF | GS | DR  |
|  | ---- | ------------------ | -- | -- | -- | -- | -- | -- | -- | --- |
|  | 1.   | Ischia             | 78 | 34 | 24 | 6  | 4  | 77 | 22 | +55 |
|  | 2.   | Virtus Casoria     | 73 | 34 | 24 | 1  | 9  | 78 | 38 | +40 |
|  | 3.   | Pompei             | 72 | 34 | 23 | 3  | 8  | 65 | 25 | +40 |
|  | 4.   | Albanova           | 67 | 34 | 19 | 10 | 5  | 57 | 26 | +31 |
|  | 5.   | Ercolanese         | 65 | 34 | 19 | 8  | 7  | 56 | 27 | +29 |
|  | 6.   | Napoli United      | 60 | 34 | 18 | 6  | 10 | 65 | 43 | +22 |
|  | 7.   | Sant'Antonio Abate | 45 | 34 | 13 | 6  | 15 | 44 | 51 | -7  |
|  | 8.   | Atletico Calcio    | 43 | 34 | 12 | 7  | 15 | 45 | 52 | -7  |
|  | 9.   | Acerrana           | 42 | 34 | 11 | 9  | 14 | 45 | 53 | -8  |
|  | 10.  | Maddalonese        | 42 | 34 | 12 | 6  | 16 | 41 | 42 | -1  |
|  | 11.  | Savoia             | 41 | 34 | 12 | 5  | 17 | 42 | 53 | -11 |
|  | 12.  | Real Forio         | 40 | 34 | 12 | 4  | 18 | 42 | 54 | -12 |
|  | 13.  | Capri Anacapri     | 40 | 34 | 12 | 4  | 18 | 52 | 64 | -12 |
|  | 14.  | Pomigliano (-1)    | 37 | 34 | 10 | 8  | 16 | 46 | 71 | -25 |
|  | 15.  | Villa Literno      | 35 | 34 | 9  | 8  | 17 | 24 | 43 | -19 |
|  | 16.  | Montecalcio        | 28 | 34 | 7  | 7  | 20 | 28 | 75 | -53 |
|  | 17.  | Saviano            | 26 | 34 | 6  | 8  | 20 | 28 | 57 | -29 |
|  | 18.  | Massa Lubrense     | 26 | 34 | 6  | 8  | 20 | 23 | 61 | -38 |

Legenda:
      Promosso in Serie D.
      Ammesso ai play-off nazionali.
 Ai play-off o ai play-out.
      Retrocesso in Promozione.
Regolamento:
Tre punti a vittoria, uno a pareggio, zero a sconfitta.
In caso di arrivo di due o più squadre a pari punti, la graduatoria verrà stilata secondo la classifica avulsa tra le squadre interessate che prevede, in ordine, i seguenti criteri:
- Punti negli scontri diretti
- Differenza reti negli scontri diretti
- Differenza reti generale
- Reti realizzate in generale
- Sorteggio

### Risultati

#### Tabellone
|                  | ACE  | ALB  | ATC  | CAN  | CAS  | ISC  | MAD  | MLU  | MON  | NUN  | PMG  | PMP  | RFO  | SAA  | SVN  | SVO  | SER  | VLI  |
| ---------------- | ---- | ---- | ---- | ---- | ---- | ---- | ---- | ---- | ---- | ---- | ---- | ---- | ---- | ---- | ---- | ---- | ---- | ---- |
| Acerrana         | –––– | 0-2  | 2-0  | 1-3  | 0-1  | 0-3  | 3-1  | 1-0  | 2-1  | 1-1  | 0-2  | 2-1  | 2-2  | 2-1  | 1-1  | 0-2  | 1-1  | 2-0  |
| Albanova         | 2-0  | –––– | 4-1  | 3-0  | 4-0  | 1-1  | 1-2  | 2-1  | 2-0  | 0-2  | 1-1  | 0-0  | 3-2  | 3-1  | 0-0  | 1-0  | 1-1  | 3-1  |
| Atletico Calcio  | 3-2  | 1-2  | –––– | 4-2  | 1-2  | 2-0  | 1-2  | 1-0  | 2-2  | 0-1  | 2-0  | 1-0  | 2-1  | 1-2  | 4-3  | 0-0  | 3-4  | 1-1  |
| Capri Anacapri   | 1-2  | 2-1  | 0-0  | –––– | 1-4  | 1-2  | 2-3  | 4-0  | 5-1  | 1-0  | 0-3  | 1-2  | 2-2  | 2-4  | 2-1  | 2-1  | 0-1  | 0-2  |
| Casoria          | 2-0  | 1-1  | 4-1  | 4-0  | –––– | 0-3  | 3-1  | 3-0  | 2-0  | 4-3  | 2-3  | 1-2  | 3-0  | 5-0  | 1-0  | 3-1  | 0-1  | 5-0  |
| Ischia           | 4-0  | 3-0  | 3-0  | 2-0  | 4-0  | –––– | 4-1  | 0-0  | 0-1  | 0-1  | 3-0  | 1-0  | 3-0  | 5-1  | 3-0  | 3-0  | 1-1  | 3-0  |
| Maddalonese      | 1-1  | 2-2  | 3-1  | 4-0  | 0-3  | 0-2  | –––– | 0-0  | 4-0  | 2-1  | 1-0  | 0-1  | 1-1  | 0-0  | 0-1  | 3-0  | 1-2  | 3-0  |
| Massa Lubrense   | 2-2  | 1-1  | 0-2  | 0-0  | 0-1  | 2-0  | 1-0  | –––– | 1-2  | 4-2  | 1-1  | 1-5  | 3-1  | 0-2  | 0-4  | 1-1  | 0-1  | 2-1  |
| Montecalcio      | 0-2  | 0-6  | 1-0  | 0-4  | 0-3  | 0-0  | 0-3  | 0-2  | –––– | 2-1  | 2-6  | 1-0  | 1-1  | 3-2  | 1-0  | 1-1  | 0-2  | 0-0  |
| Napoli United    | 5-4  | 1-1  | 0-0  | 3-1  | 2-1  | 1-1  | 2-0  | 4-0  | 3-1  | –––– | 4-1  | 1-2  | 2-1  | 3-1  | 4-1  | 2-2  | 0-1  | 1-2  |
| Pomigliano       | 2-1  | 0-2  | 2-1  | 2-4  | 1-5  | 2-5  | 1-1  | 0-0  | 3-3  | 1-2  | –––– | 0-0  | 0-1  | 3-1  | 1-1  | 2-3  | 0-8  | 1-2  |
| Pompei           | 1-1  | 0-2  | 1-2  | 3-1  | 3-1  | 2-3  | 1-0  | 4-1  | 2-0  | 1-2  | 7-0  | –––– | 1-0  | 1-0  | 1-0  | 4-0  | 3-0  | 2-0  |
| Real Forio       | 2-3  | 1-2  | 3-2  | 0-2  | 0-2  | 0-1  | 2-0  | 2-0  | 3-0  | 0-2  | 1-3  | 1-3  | –––– | 1-0  | 2-0  | 1-2  | 2-4  | 1-0  |
| S. Antonio Abate | 1-1  | 1-0  | 2-1  | 1-1  | 1-3  | 0-3  | 2-0  | 4-0  | 4-1  | 2-1  | 3-0  | 1-3  | 1-2  | –––– | 1-1  | 1-0  | 0-1  | 0-0  |
| Saviano          | 0-4  | 0-2  | 0-0  | 4-2  | 2-4  | 1-3  | 2-0  | 1-0  | 3-1  | 0-3  | 0-0  | 0-3  | 0-2  | 0-1  | –––– | 1-2  | 0-0  | 0-1  |
| Savoia           | 2-0  | 0-1  | 2-3  | 4-1  | 3-2  | 1-3  | 0-2  | 3-0  | 3-2  | 0-2  | 1-2  | 0-4  | 2-3  | 3-0  | 1-0  | –––– | 0-0  | 0-2  |
| SC Ercolanese    | 3-2  | 0-0  | 1-2  | 2-2  | 0-2  | 1-1  | 1-0  | 2-0  | 2-0  | 4-2  | 2-0  | 0-1  | 2-0  | 1-1  | 7-1  | 0-1  | –––– | 2-0  |
| Villa Literno    | 0-0  | 0-1  | 0-0  | 0-2  | 0-1  | 2-3  | 1-0  | 4-0  | 0-0  | 1-1  | 1-3  | 1-3  | 0-1  | 0-2  | 0-0  | 1-0  | 1-0  | –––– |

### Spareggi

#### Play-off
|  | Semifinali | Semifinali | Semifinali |            |        | Finale | Finale | Finale |  |
|  |            |            |            |            |        |        |        |        |  |
|  | Pompei     | Pompei     | 2          |            |        |        |        |        |  |
|  | Pompei     | Pompei     | 2          |            |        |        |        |        |  |
|  | Albanova   | Albanova   | 0          |            |        |        |        |        |  |
|  | Albanova   | Albanova   | 0          |            | Pompei | Pompei | 0      |        |  |
|  |            |            |            |            | Pompei | Pompei | 0      |        |  |
|  |            |            | Ercolanese | Ercolanese | 1      |        |        |        |  |
|  | Casoria    | Casoria    | Ercolanese | Ercolanese | 1      | 0      |        |        |  |
|  | Casoria    | Casoria    |            |            |        |        |        |        |  |
|  | Ercolanese | Ercolanese | 1          |            |        |        |        |        |  |

##### Semifinali
|         | Risultati |            | Luogo e data            |
| ------- | --------- | ---------- | ----------------------- |
| Pompei  | 2-0       | Albanova   | Pompei, 29 aprile 2023  |
| Casoria | 0-1       | Ercolanese | Casoria, 30 aprile 2023 |
|         |           |            |                         |

##### Finale
| Pompei | 0-1 | Ercolanese | Pompei, 6 maggio 2023 |  |  |  |  |

#### Play-out
|            | Risultati |               | Luogo e data                      |
| ---------- | --------- | ------------- | --------------------------------- |
| Pomigliano | 3-1       | Villa Literno | Pomigliano d'Arco, 30 aprile 2023 |

## Girone B

### Squadre partecipanti
Di seguito sono riportati i club e gli stadi in cui disputeranno gli incontri casalinghi:
| Club                               | Città                      | Stadio                                         | Stagione precedente                    |
| ---------------------------------- | -------------------------- | ---------------------------------------------- | -------------------------------------- |
| U.S. Agropoli                      | Agropoli (SA)              | Stadio Comunale Raffaele Guariglia             | 3° in Eccellenza Campania/C            |
| A.S.D. Audax Cervinara Calcio      | Cervinara (AV)             | Stadio A. Canada                               | 2º in Eccellenza Campania/A            |
| A.S.D. Buccino Volcei              | Buccino (SA)               | Stadio Comunale                                | 5° in Eccellenza Campania/C            |
| A.S.D. Città di Solofra            | Solofra (AV)               | Stadio A. Gallucci                             | 4º in Eccellenza Campania/A            |
| ASD.FC Costa D'Amalfi              | Amalfi (SA)                | Stadio San Martino (Maiori)                    | 8° in Eccellenza Campania/C            |
| A.S.S.C. Ercolanese 1924           | Ercolano (NA)              | Stadio Raffaele Solaro                         | 6° in Eccellenza Campania/B            |
| A.S.D. Football Club Sant'Agnello  | Sant'Agnello (NA)          | Stadio Comunale                                | 7° in Eccellenza Campania/C            |
| U.S.D. G. Carotenuto               | Mugnano del Cardinale (AV) | Stadio F. Bellofatto (Baiano)                  | 1º in Promozione Campania/B (promosso) |
| A.S.D. Giffoni Sei Casali          | Giffoni Sei Casali (SA)    | Stadio Gregorio Giannattasio (Prepezzano)      | 1º in Promozione Campania/E (promosso) |
| F.C.D. LMM Montemiletto            | Montemiletto (AV)          | Stadio Comunale                                | 3º in Eccellenza Campania/A            |
| Polisportiva Dil. Lioni            | Lioni (AV)                 | Stadio N. Iorlano                              | 6º in Eccellenza Campania/A            |
| A.S.D. Rossoblu Castel San Giorgio | Castel San Giorgio (SA)    | Stadio Domenico Sessa                          | 11° in Eccellenza Campania/C           |
| A.S.D. Salernum Baronissi          | Baronissi (SA)             | Stadio G. Figliolia (Sava)                     | 12° in Eccellenza Campania/C           |
| SSDARL San Marzano Calcio          | San Marzano sul Sarno (SA) | Stadio F. Squitieri (Sarno)                    | 2° in Eccellenza Campania/C            |
| A.S.D. Scafatese Calcio 1922       | Scafati (SA)               | Stadio comunale 28 settembre 1943              | 4° in Eccellenza Campania/C            |
| A.S.D. Vico Equense 1958           | Vico Equense (NA)          | Stadio Massaquano                              | 6° in Eccellenza Campania/C            |
| U.S.D. Virtus Avellino 2013        | San Michele di Serino (AV) | Stadio comunale                                | 7º in Eccellenza Campania/A            |
| A.S.D. U.S. Faiano 1965            | Pontecagnano Faiano (SA)   | Stadio comunale (Macchia Montecorvino Rovella) | 9° in Eccellenza Campania/C            |

### Classifica finale
|  | Pos. | Squadra                 | Pt | G  | V  | N  | P  | GF  | GS | DR  |
|  | ---- | ----------------------- | -- | -- | -- | -- | -- | --- | -- | --- |
|  | 1.   | San Marzano             | 87 | 34 | 26 | 6  | 1  | 103 | 16 | +87 |
|  | 2.   | Agropoli                | 68 | 34 | 19 | 11 | 4  | 54  | 29 | +25 |
|  | 3.   | Scafatese               | 67 | 34 | 20 | 7  | 7  | 62  | 33 | +29 |
|  | 4.   | Audax Cervinara         | 61 | 34 | 17 | 10 | 7  | 56  | 37 | +19 |
|  | 5.   | Solofra                 | 61 | 34 | 19 | 4  | 11 | 52  | 36 | +16 |
|  | 6.   | Virtus Avellino         | 46 | 34 | 13 | 7  | 14 | 44  | 56 | -12 |
|  | 7.   | Costa d'Amalfi          | 43 | 34 | 11 | 10 | 13 | 42  | 48 | -6  |
|  | 8.   | Giffoni Sei Casali      | 43 | 34 | 12 | 7  | 15 | 49  | 56 | -7  |
|  | 9.   | Salernum                | 43 | 34 | 12 | 7  | 15 | 35  | 49 | -14 |
|  | 10.  | Polisportiva Lioni (-1) | 43 | 34 | 12 | 8  | 14 | 41  | 53 | -12 |
|  | 11.  | A.S.S.C. Ercolanese     | 42 | 34 | 11 | 9  | 14 | 44  | 56 | -12 |
|  | 12.  | Castel San Giorgio      | 42 | 34 | 12 | 6  | 16 | 49  | 53 | -4  |
|  | 13.  | G. Carotenuto           | 42 | 34 | 10 | 12 | 12 | 37  | 46 | -9  |
|  | 14.  | Buccino Volcei          | 36 | 34 | 7  | 15 | 12 | 27  | 40 | -13 |
|  | 15.  | Lions Mons Militium     | 36 | 34 | 9  | 9  | 16 | 30  | 44 | -14 |
|  | 16.  | Faiano                  | 32 | 34 | 7  | 11 | 16 | 33  | 51 | -18 |
|  | 17.  | Vico Equense            | 31 | 34 | 8  | 7  | 19 | 30  | 52 | -22 |
|  | 18.  | Sant'Agnello            | 17 | 34 | 3  | 8  | 23 | 27  | 60 | -33 |

Legenda:
      Promosso in Serie D.
      Ammesso ai play-off nazionali.
 Ai play-off o ai play-out.
      Retrocesso in Promozione.
Regolamento:
Tre punti a vittoria, uno a pareggio, zero a sconfitta.
In caso di arrivo di due o più squadre a pari punti, la graduatoria verrà stilata secondo la classifica avulsa tra le squadre interessate che prevede, in ordine, i seguenti criteri:
- Punti negli scontri diretti
- Differenza reti negli scontri diretti
- Differenza reti generale
- Reti realizzate in generale
- Sorteggio

### Risultati

#### Tabellone
|                    | AGR  | AUD  | BUC  | CAS  | CDA  | ERC  | FAI  | GIF  | GCA  | LMM  | PLI  | SAL  | SMA  | SAG  | SCA  | SOL  | VEQ  | VAV  |
| ------------------ | ---- | ---- | ---- | ---- | ---- | ---- | ---- | ---- | ---- | ---- | ---- | ---- | ---- | ---- | ---- | ---- | ---- | ---- |
| Agropoli           | –––– | 1-1  | 2-0  | 2-1  | 3-1  | 1-1  | 1-1  | 2-0  | 2-2  | 2-0  | 1-1  | 0-0  | 0-2  | 1-0  | 1-1  | 1-0  | 1-2  | 1-0  |
| Audax Cervinara    | 2-2  | –––– | 1-0  | 1-0  | 5-0  | 2-0  | 3-0  | 2-0  | 2-0  | 1-2  | 1-1  | 3-1  | 0-2  | 2-3  | 1-0  | 1-0  | 4-0  | 1-1  |
| Buccino Volcei     | 0-3  | 0-0  | –––– | 1-1  | 0-4  | 2-0  | 1-2  | 1-0  | 0-0  | 1-1  | 0-0  | 1-1  | 0-2  | 3-0  | 1-2  | 0-0  | 0-0  | 1-1  |
| Castel S. Giorgio  | 0-2  | 0-1  | 0-0  | –––– | 1-0  | 4-3  | 3-1  | 2-2  | 1-2  | 3-0  | 1-3  | 3-0  | 0-2  | 2-2  | 1-2  | 0-1  | 2-1  | 0-4  |
| Costa d'Amalfi     | 2-0  | 2-2  | 1-1  | 0-1  | –––– | 3-1  | 3-0  | 4-3  | 1-1  | 1-1  | 0-1  | 2-1  | 2-1  | 1-0  | 1-5  | 1-1  | 1-0  | 1-0  |
| Ercolanese         | 2-5  | 2-5  | 3-1  | 1-0  | 1-1  | –––– | 1-2  | 0-4  | 4-0  | 2-0  | 1-0  | 0-0  | 1-5  | 1-3  | 0-0  | 0-2  | 0-0  | 2-2  |
| Faiano             | 0-1  | 0-1  | 0-0  | 1-1  | 2-2  | 1-2  | –––– | 4-0  | 1-1  | 3-2  | 0-2  | 2-1  | 2-2  | 2-0  | 1-2  | 0-2  | 0-2  | 0-0  |
| Giffoni Sei Casali | 1-3  | 2-2  | 3-1  | 1-1  | 1-5  | 0-2  | 1-1  | –––– | 2-1  | 0-2  | 3-0  | 1-0  | 0-5  | 3-1  | 1-1  | 3-0  | 4-1  | 1-3  |
| G. Carotenuto      | 1-1  | 1-2  | 0-2  | 1-3  | 2-0  | 0-0  | 1-1  | 2-1  | –––– | 0-1  | 2-0  | 1-1  | 1-1  | 2-1  | 1-1  | 3-2  | 1-0  | 1-0  |
| Lions MM           | 0-0  | 0-1  | 2-2  | 1-2  | 1-0  | 0-1  | 1-0  | 0-2  | 1-1  | –––– | 5-0  | 0-0  | 0-2  | 1-1  | 0-1  | 0-4  | 2-0  | 0-1  |
| Pol. Lioni         | 1-3  | 1-1  | 1-3  | 4-3  | 1-1  | 2-1  | 2-0  | 0-2  | 0-1  | 1-1  | –––– | 2-0  | 0-4  | 2-1  | 3-2  | 0-0  | 4-0  | 3-0  |
| Salernum           | 2-3  | 2-1  | 0-0  | 2-1  | 0-0  | 4-1  | 2-3  | 1-0  | 4-1  | 2-1  | 3-2  | –––– | 0-5  | 1-0  | 1-0  | 1-0  | 0-2  | 2-0  |
| San Marzano        | 2-0  | 4-0  | 4-0  | 2-1  | 1-0  | 1-0  | 2-0  | 3-0  | 1-0  | 1-1  | 5-0  | 8-0  | –––– | 3-0  | 3-3  | 3-3  | 2-0  | 14-0 |
| Sant'Agnello       | 2-2  | 2-1  | 1-3  | 1-2  | 1-1  | 1-1  | 0-0  | 0-3  | 0-0  | 1-3  | 0-1  | 2-0  | 1-2  | –––– | 1-2  | 2-3  | 1-3  | 0-2  |
| Scafatese          | 0-2  | 5-0  | 2-0  | 5-3  | 4-0  | 1-2  | 1-0  | 2-2  | 2-1  | 1-0  | 2-1  | 2-0  | 1-1  | 1-0  | –––– | 2-0  | 3-0  | 2-0  |
| Solofra            | 0-2  | 4-3  | 2-0  | 2-0  | 1-0  | 0-1  | 4-0  | 2-1  | 3-1  | 5-0  | 1-0  | 1-0  | 0-4  | 1-0  | 2-0  | –––– | 2-1  | 2-1  |
| Vico Equense       | 0-1  | 1-1  | 0-1  | 1-2  | 2-1  | 4-4  | 1-1  | 1-2  | 1-2  | 0-1  | 1-1  | 0-3  | 0-1  | 0-0  | 0-2  | 3-2  | –––– | 2-0  |
| Virtus Avellino    | 1-2  | 0-0  | 1-1  | 1-4  | 3-0  | 0-3  | 3-2  | 1-1  | 4-3  | 2-0  | 4-1  | 1-0  | 0-3  | 3-0  | 3-2  | 2-0  | 0-1  | –––– |

### Spareggi

#### Play-off
|  | Semifinali      | Semifinali      | Semifinali |           |          | Finale   | Finale | Finale |  |
|  |                 |                 |            |           |          |          |        |        |  |
|  | Agropoli        | Agropoli        | 2          |           |          |          |        |        |  |
|  | Agropoli        | Agropoli        | 2          |           |          |          |        |        |  |
|  | Solofra         | Solofra         | 0          |           |          |          |        |        |  |
|  | Solofra         | Solofra         | 0          |           | Agropoli | Agropoli | 3      |        |  |
|  |                 |                 |            |           | Agropoli | Agropoli | 3      |        |  |
|  |                 |                 | Scafatese  | Scafatese | 0        |          |        |        |  |
|  | Scafatese       | Scafatese       | Scafatese  | Scafatese | 0        | 1        |        |        |  |
|  | Scafatese       | Scafatese       |            |           |          |          |        |        |  |
|  | Audax Cervinara | Audax Cervinara | 0          |           |          |          |        |        |  |

##### Semifinali
|           | Risultati |                 | Luogo e data             |
| --------- | --------- | --------------- | ------------------------ |
| Agropoli  | 2-0       | Solofra         | Agropoli, 30 aprile 2023 |
| Scafatese | 1-0       | Audax Cervinara | Scafati, 30 aprile 2023  |
|           |           |                 |                          |

##### Finale
| Agropoli | 3-0 | Scafatese | Agropoli, 7 maggio 2023 |  |  |  |  |

#### Play-out
|                | Risultati |                     | Luogo e data                          |
| -------------- | --------- | ------------------- | ------------------------------------- |
| Buccino Volcei | 2-0       | Lions Mons Militium | Buccino, 29 aprile 2023               |
| G. Carotenuto  | 1-3 (dts) | Faiano              | Mugnano del Cardinale, 30 aprile 2023 |
|                |           |                     |                                       |